# Kleczków (Świdnica)

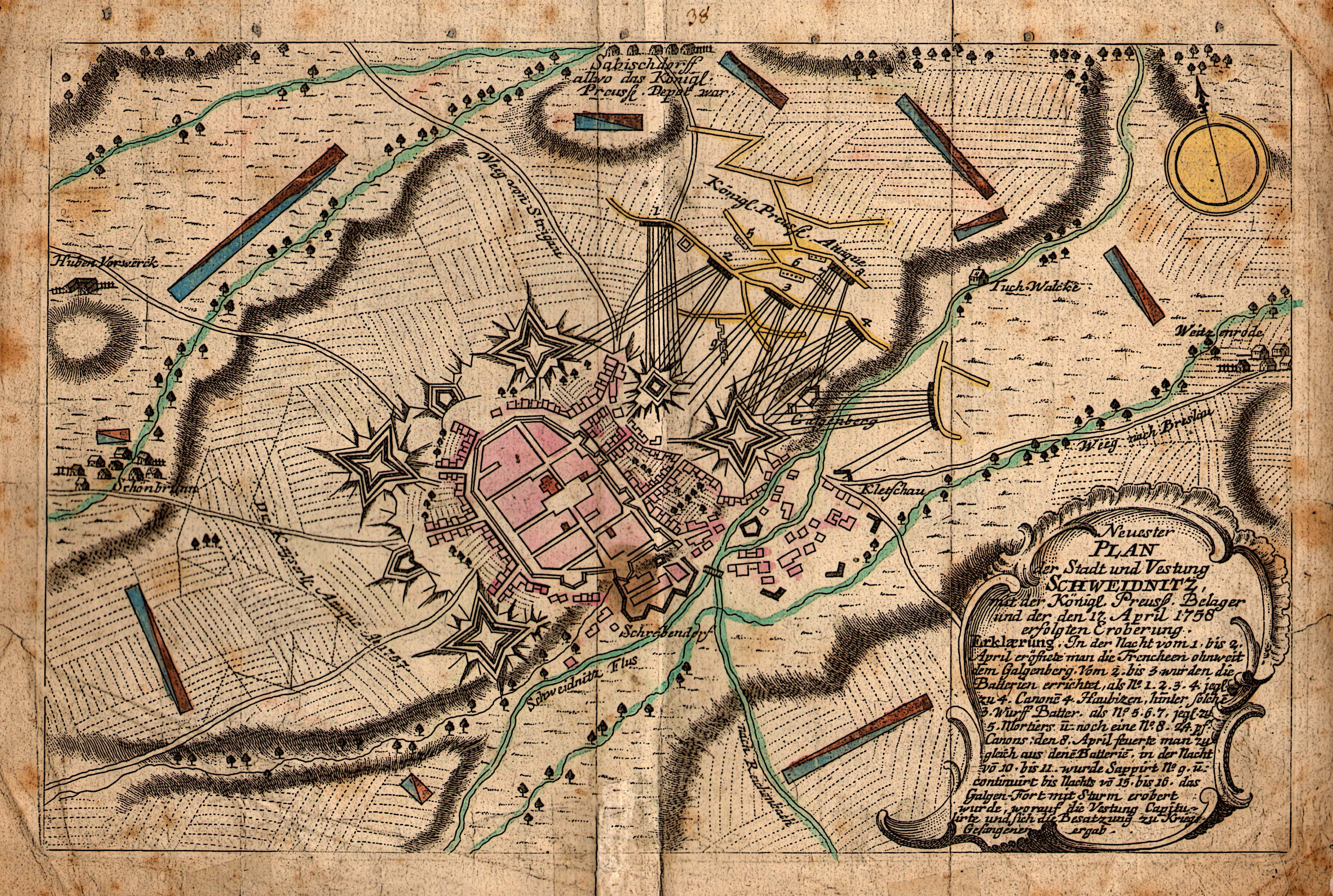
Kletschkau östlich von Schweidnitz auf einem Plan von 1758

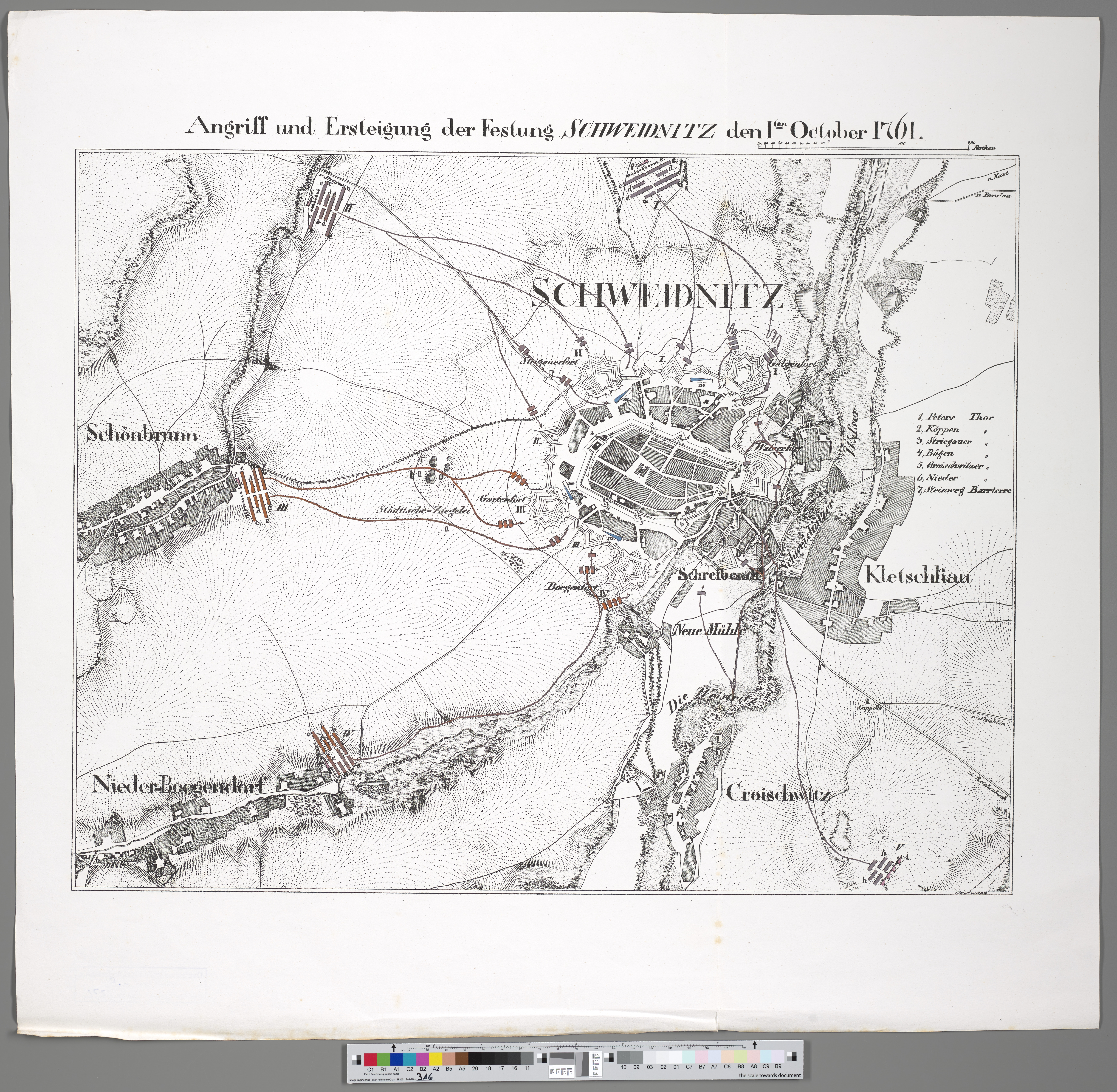
Kletschkau östlich von Schweidnitz auf einem Plan von 1761

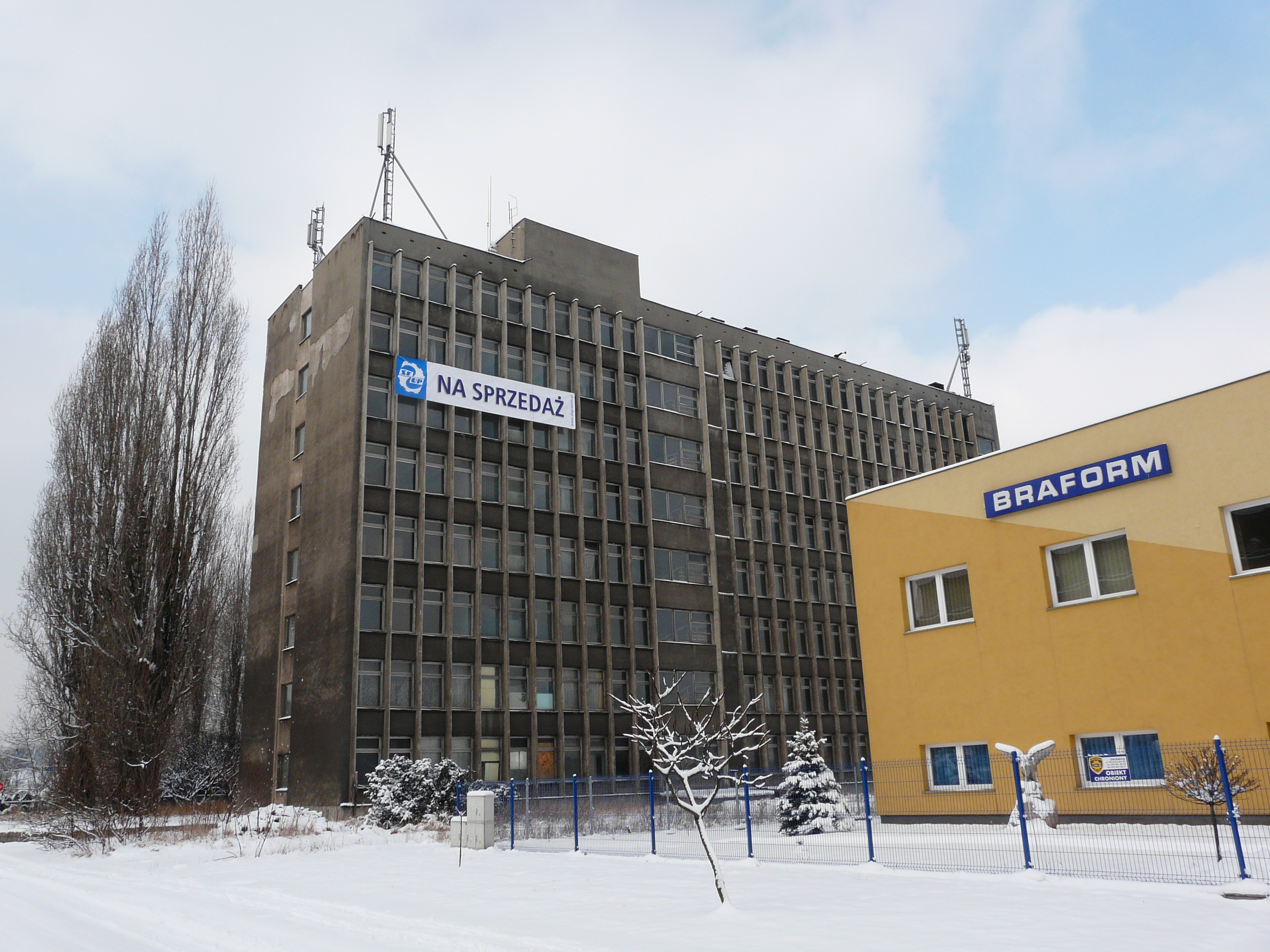
Gebäude an der ulica Kliczkowska in Świdnica

Kleczków (deutsch Kletschkau bzw. Kletschau, später Kletschkauer Vorstadt bzw. Niederstadt) ist ein Stadtteil von Swidnica (Schweidnitz), der im Jahre 1850 in die Stadt Schweidnitz eingemeindet wurde.

## Geschichte
Kletschkau entstand in slawischer Zeit als herzogliches Gut, noch vor der Gründung von Schweidnitz. Im Zuge der Ostkolonisation wurde der Ort durch deutsche Siedler erschlossen. Die Ackerfluren von Kletschkau hießen früher Tiergarten. Als erste bekannte Besitzer des Dorfes erscheinen die Grafen von Würben. 1274 bestätigte der Breslauer Herzog Heinrich IV. dem Andreas von Würben den Verkauf von 3 1/2 Huben an den Schweidnitzer Bürger Heinrich de Amore. Durch eine Schenkung gelangte das verschuldete Gut später an die Brüder Franz und Niklas Tschech, die schließlich alle verpfändeten Anteile an sich brachten. 1405 trat Niklas Tschech alle Ansprüche an seinen Bruder Franz Tschech ab, der somit zum alleinigen Besitzer von Kletschkau wurde. Zeitweise waren dessen Eigentümer Niklas von Seidlitz und Gregor von Logau. 1419 erscheint als Besitzer erneut Franz von Tschech, der das Gut zusammen mit Groß-Mohnau an Ticze von Schindel auf Ober Bögendorf verpfändete. 1480 erhielt die Stadt Schweidnitz einen ersten Anteil an dem Dorf. 1493 bestätigte man der Stadt schließlich in einer Urkunde „alle Gerechtigkeit auf den 3 1/2 Huben“, wodurch es zum Kämmereiort von Schweidnitz wurde.
Nach dem Ersten Schlesischen Krieg fiel Kletschkau mit dem größten Teil Schlesiens 1741/42 an Preußen. 1785 zählte Kletschkau fünf Bauern, 17 Gärtner, drei Häusler und 199 Einwohner. 1845 waren es 23 Häuser, 292 Einwohner (77 katholisch und der Rest evangelisch), eine Brennerei und zwölf Handwerker. Kletschkau war evangelisch zur Friedenskirche Schweidnitz und katholisch zur Schweidnitzer Stadtpfarrkirche St. Stanislaus und Wenzel gepfarrt. Mitte des 19. Jahrhunderts wurde Kletschau in die Stadt Schweidnitz eingemeindet. Bis 1945 wurde Stadtteil Kletschkau als Nieder- oder Vorstadt bezeichnet. Heute erinnert in Świdnica die Straße Kliczkowska an den vormals eigenständigen Ort.